# Cultura Ba-Shu

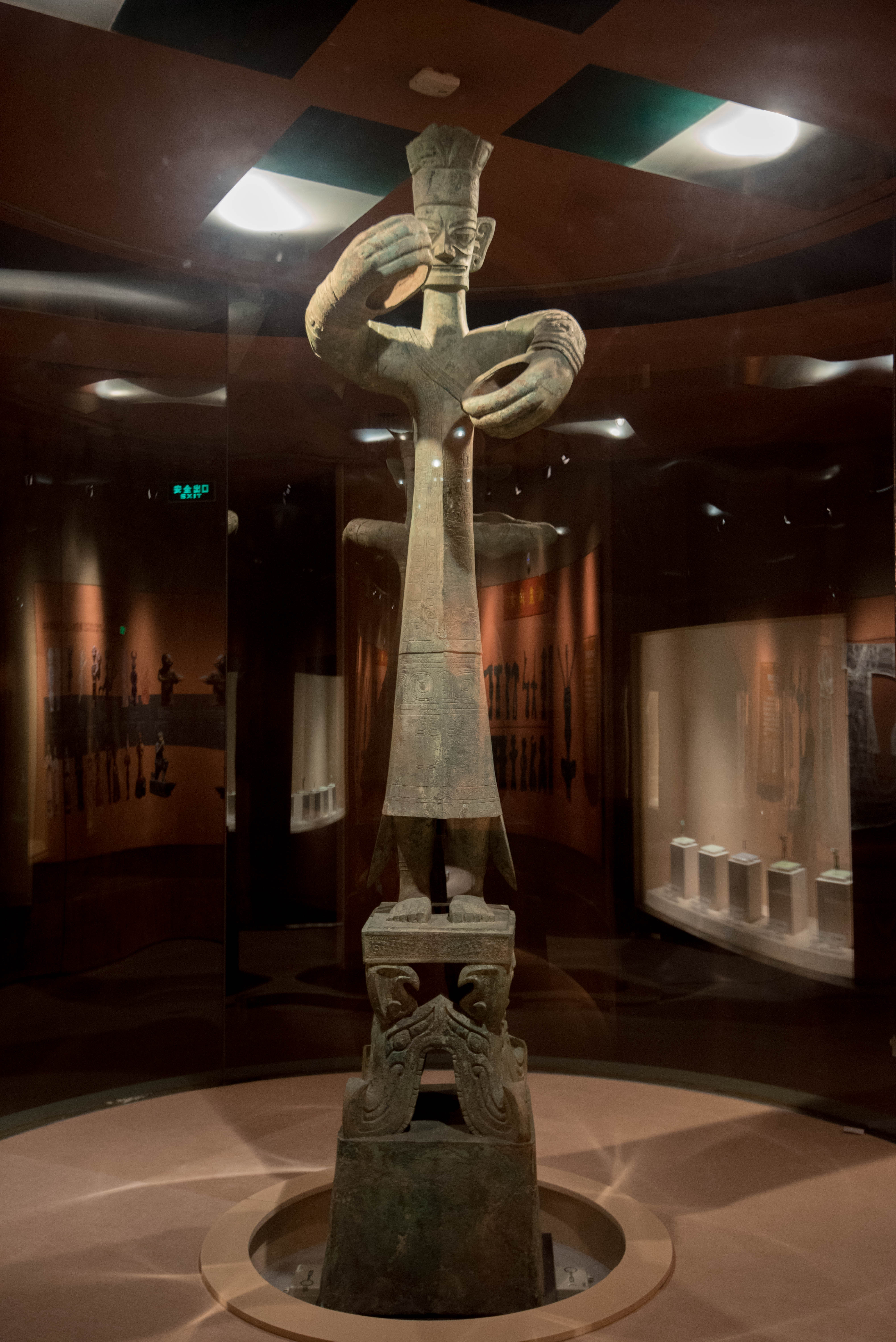
Figura de bronce que representa a un sumo sacerdote, uno de los artefactos desenterrados en Sanxingdui datados en la época del antiguo reino de Shu (?–c. 316 a. C.).

La expresión cultura Ba-Shu (en chino tradicional y simplificado, 巴蜀文化; pinyin, Bāshǔ wénhuà; romanización sichuanesa, Pa1 Shu5 Uen2 Hua4) se refiere a la cultura regional de la provincia de  Sichuan y la ciudad de Chongqing, así como también abarca de partes de Yunnan, Guizhou, Shaanxi sudoccidental (en particular, Hanzhong) y las regiones vecinas que hablan mandarín del suroeste. Centrado históricamente alrededor del río Yangtze, surgió como una amalgama de las culturas de los reinos Shu y Ba después de su conquista por el estado Qin en 316 a. C.
Hay algunas alusiones míticas a héroes culturales, hilos tenuemente entrelazados que supuestamente conectan Sichuan con la zona del río Amarillo (i.e., centro de la cultura china), pero las referencias verdaderamente históricas son escasas antes de la anexión de Sichuan por el estado Qin, y antes de esa fecha los anales chinos tratan a Sichuan como algo completamente extranjero, contradiciendo el mito.
El descubrimiento del yacimiento de los Shu de Sanxingdui en 1986 y de Jinsha en 2001 retrae la cultura Ba-Shu a casi cuatro milenios; en consecuencia, se considera como una de las cunas de la civilización y la cultura china por los historiadores chinos.
El uso continuado del nombre Shu para referirse a la región de Sichuan a lo largo de la historia ha contribuido a la supervivencia de la cultura Ba-Shu (aún hoy, uno de los nombres oficiales de Sichuan es Shu). Como resultado, la cultura Ba-Shu continúa hasta nuestros días y es famosa por aspectos como su cocina y la ópera de Sichuan.

## Características

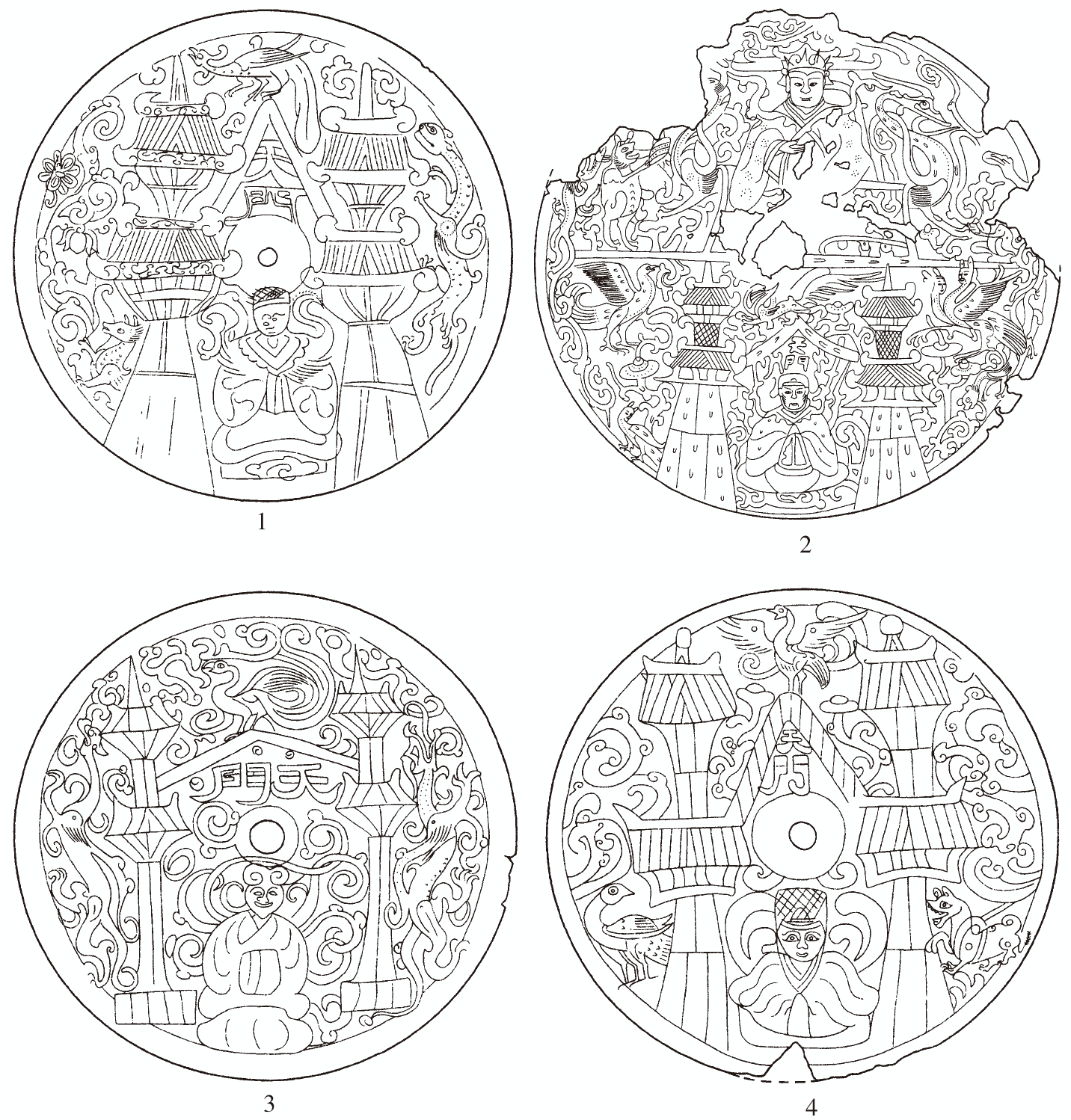
Culto a la «puerta celestial» (天門). Dibujo técnico de cuatro medallas de bronce dorado desenterradas en dos tumbas en Wushan (Chongqing), entre 25 y 220 d. C.

El culto a fuerzas y entidades sobrenaturales es una tradición establecida en la cultura de Sichuan, cuyas raíces se remontan a la época antigua de Ba–Shu.

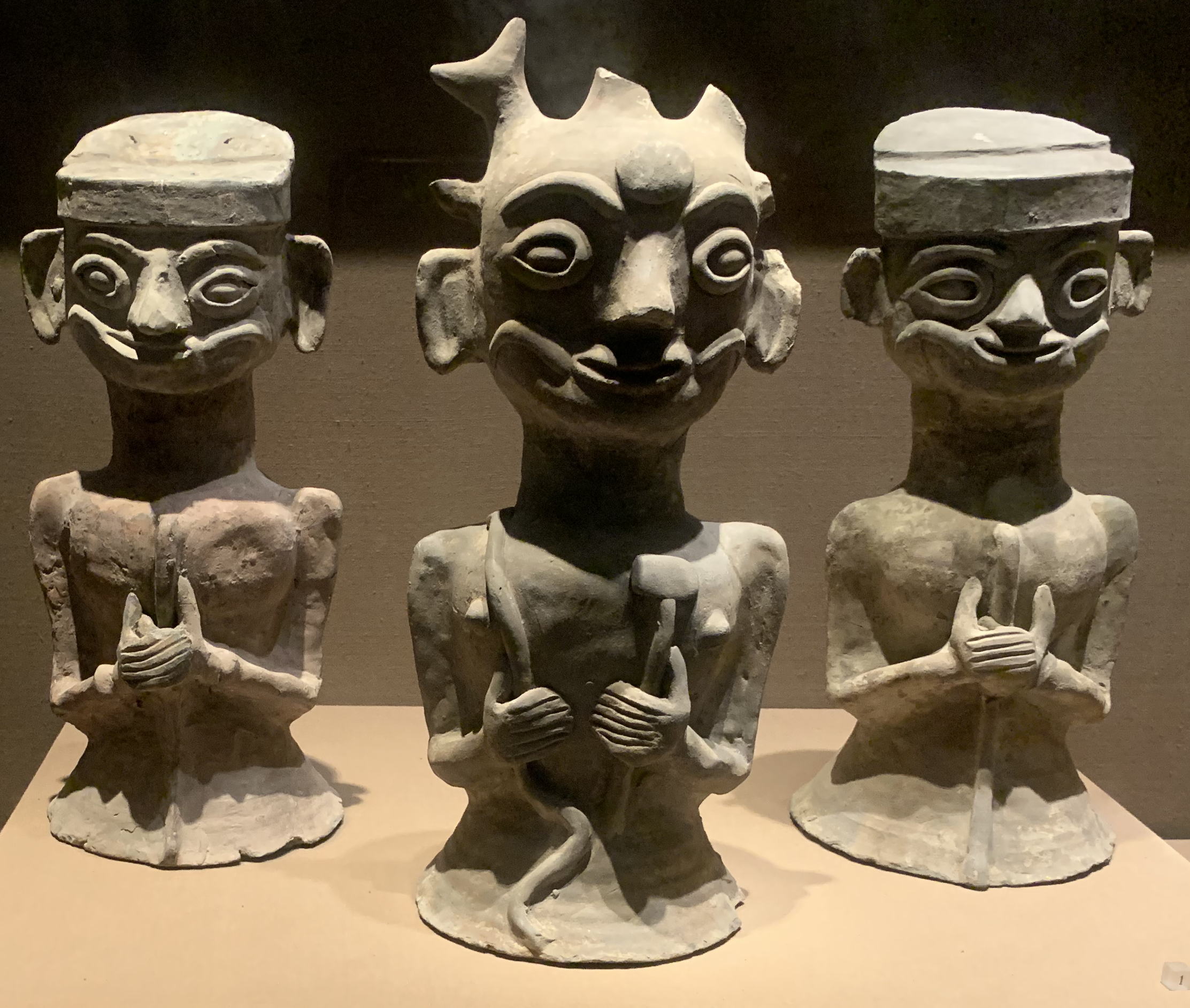
Artefactos del reino de Cheng-Han

El taoísmo jugó un papel importante desde la antigüedad tardía con el surgimiento del movimiento del Camino del Maestro Celestial. Con la coronación del general ba-di Li Xiong en Chengdu, surgió en el 304 d. C. el reino de Cheng-Han que gobernaba el territorio de la actual Sichuan, cuya fundación recibió un fuerte apoyo del taoísta ermitaño Fan Changsheng. Cheng-Han fue el primero de los reinos no chinos durante la época de los Dieciséis Reinos, y el taoísmo gozó de gran difusión en el reino.
El confucianismo tenía relativamente poca influencia debido a la lejanía de Ba–Shu de la región de Zhongyuan (percibida como el lugar de nacimiento de la civilización china) y la región de Qilu (lugar de nacimiento de Confucio y centro del confucianismo). Las características culturales del pueblo sichuanés se describen en Todo sobre Sichuan como «una "biografía herética" que se desvió de la ortodoxia confuciana, un grupo cultural de espíritu libre que se opuso, despreció y subvirtió la ética confuciana y la autocracia imperial.»
El cristianismo en su forma siríaca oriental se expandió a Sichuan en el siglo VII. En Chengdu, sobre las ruinas del Castillo de los Siete Tesoros del Antiguo Shu (?–c. 316 a. C.) se construyó una iglesia conocida como el Templo de la Perla (véase «Iglesia del Oriente en Sichuan»).
El profesor Li Guotao de la Universidad Sun Yat-sen cree que el zoroastrismo era popular entre los sichuaneses durante la época de los reinos de Shu anterior (907–925) y posterior (934–965), y sostiene que Erlang Shen, una deidad también conocida como el «Señor de Sichuan», es una versión sichuanizada de la deidad sogdiana-zoroástrica Weshparkar. Sin embargo, el profesor Hou Hui afirma que Tishtrya, el dios de la lluvia y la cosecha zoroástrico, es el arquetipo de Erlang Shen (véase «Zoroastrismo en Sichuan»).
El catolicismo se introdujo en Sichuan en 1640 y se extendió con rapidez durante el siglo XVIII. Según su obra Souvenirs d'un voyage dans la Tartarie, le Thibet et la Chine pendant les années 1844, 1845 et 1846 publicada en 1850, el lazarista francés Évariste Régis Huc descubrió que el catolicismo era más floreciente en Sichuan que en el resto de China y que sus miembros provenían de clases sociales más pudientes (véase «Iglesia católica en Sichuan»).
En cuanto a la literatura, según la investigación de Lü Zifang y Meng Wentong, el Clásico de las montañas y los mares puede ser el libro más antiguo producido en Ba–Shu. Además, el libro en cuestión fue registrado bajo la autoría del pueblo de Shu en la Relación detallada de la provincia de Shu de Cao Xuequan, un comisionado de vigilancia de Sichuan del siglo XVII.
El bordado sichuanés tiene su origen en el Antiguo Shu, se caracteriza por un estilo refinado y dinámico. Tras la llegada de los sogdianos en el siglo VI, su decoración pictórica experimentó una «occidentalización». En el Libro de Sui o Historia de la dinastía Sui, consta que en el año 605, el jefe de los talleres de Shu que producían sedas al «estilo occidental» era un tal He Chou, nombre que delata su origen sogdiano. Entre los siglos VII y X, el brocado de Shu se hizo muy popular en Xiyu, Turquestán Oriental, Asia Central y Asia Occidental.

## Galería

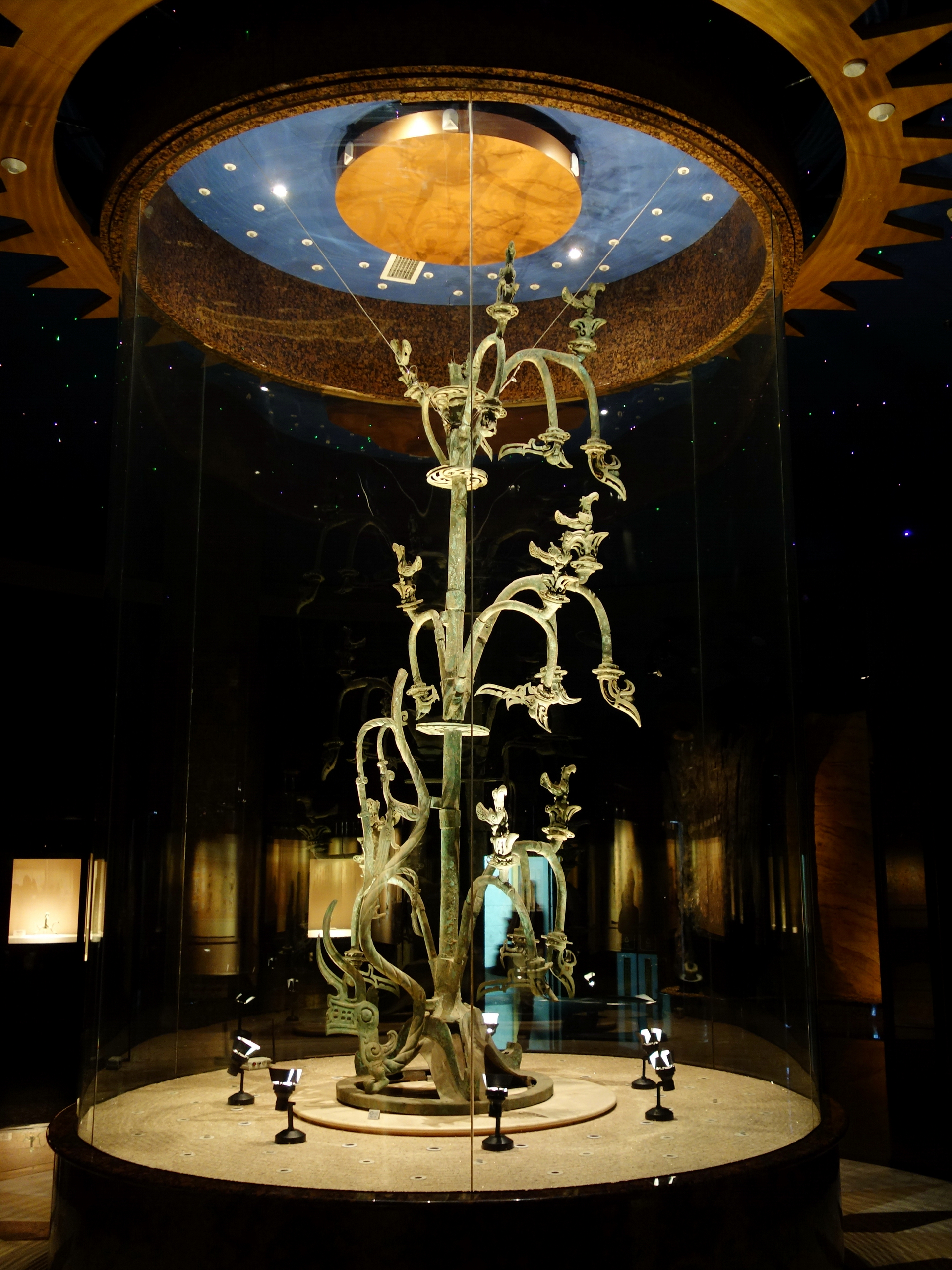
Árbol Sagrado de Bronce, uno de los artefactos desenterrados en Sanxingdui
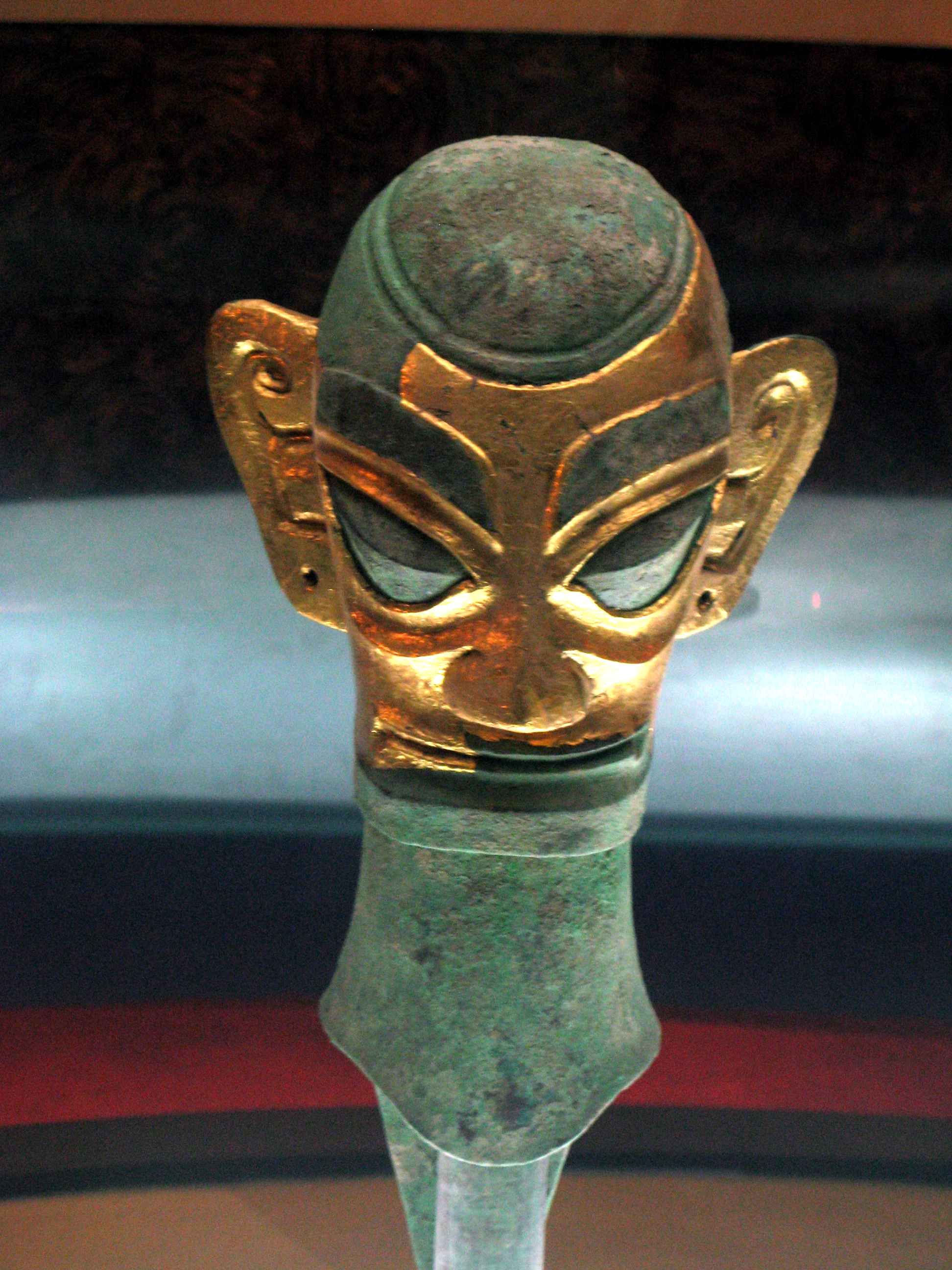
Máscara de oro de Sanxingdui
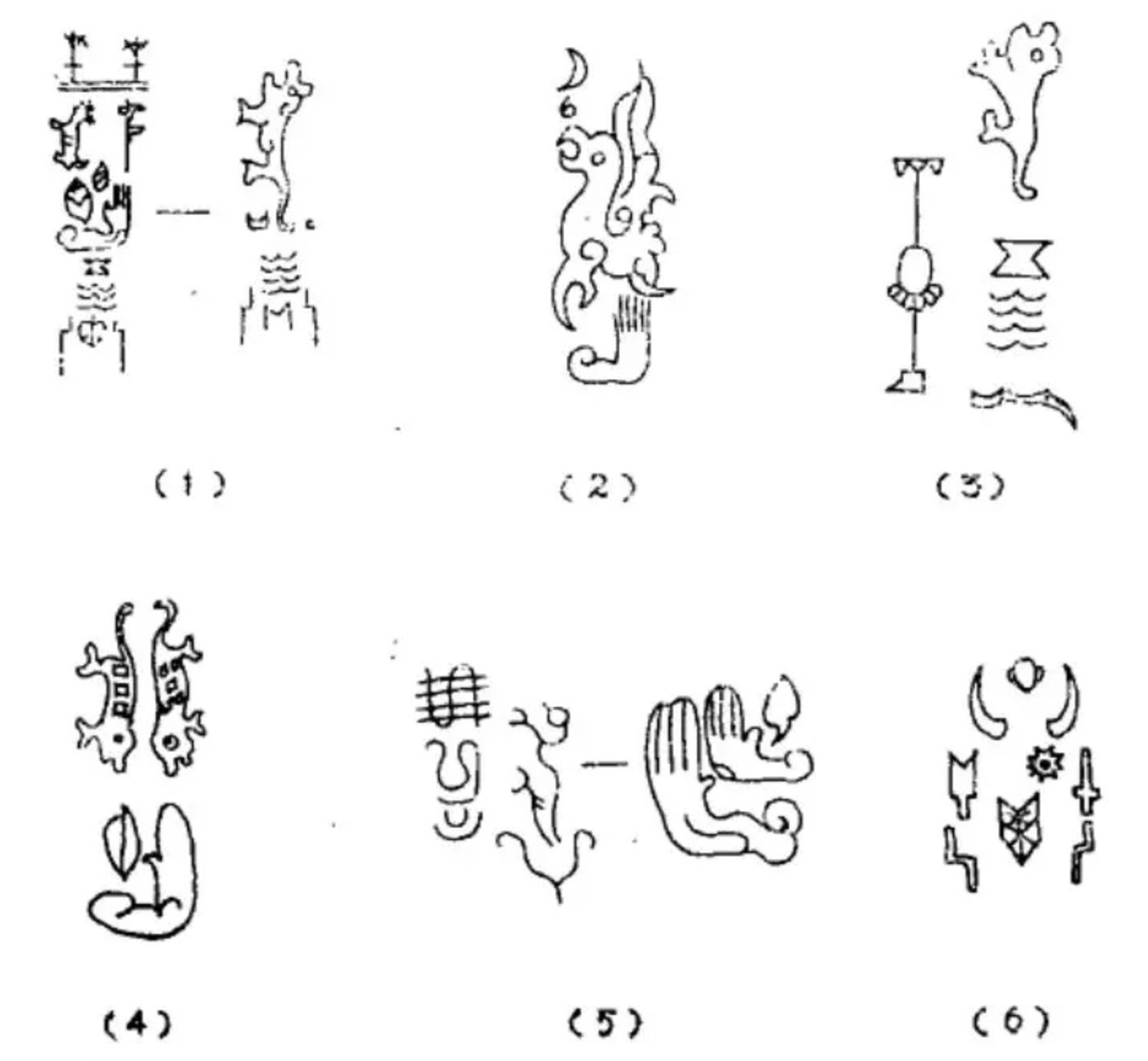
Escritura pictográfica de Ba-Shu
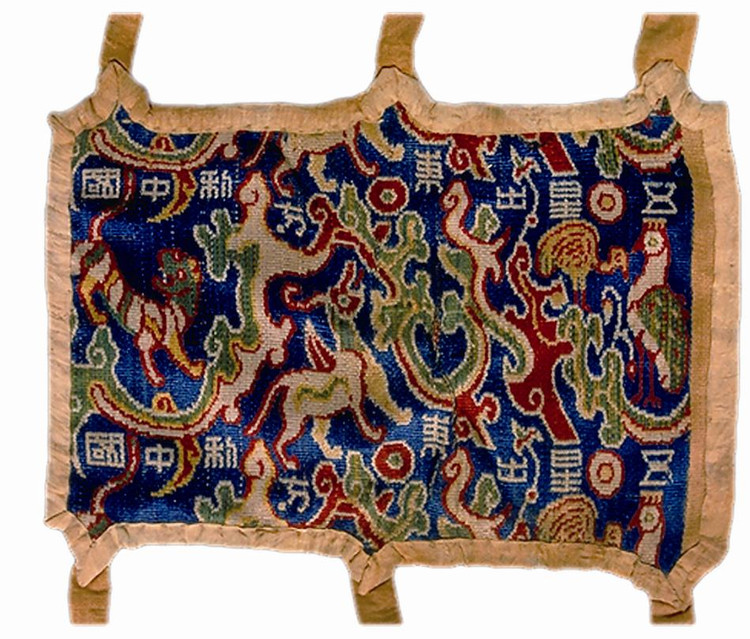
Brocado sichuanés del siglo III
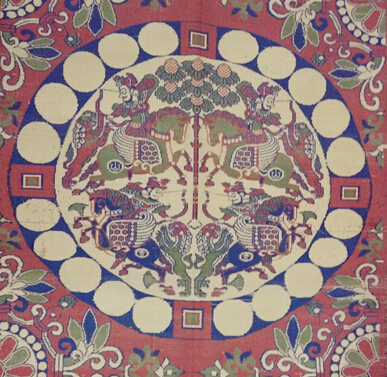
Brocado sichuanés «occidentalizado» del siglo VII–X.
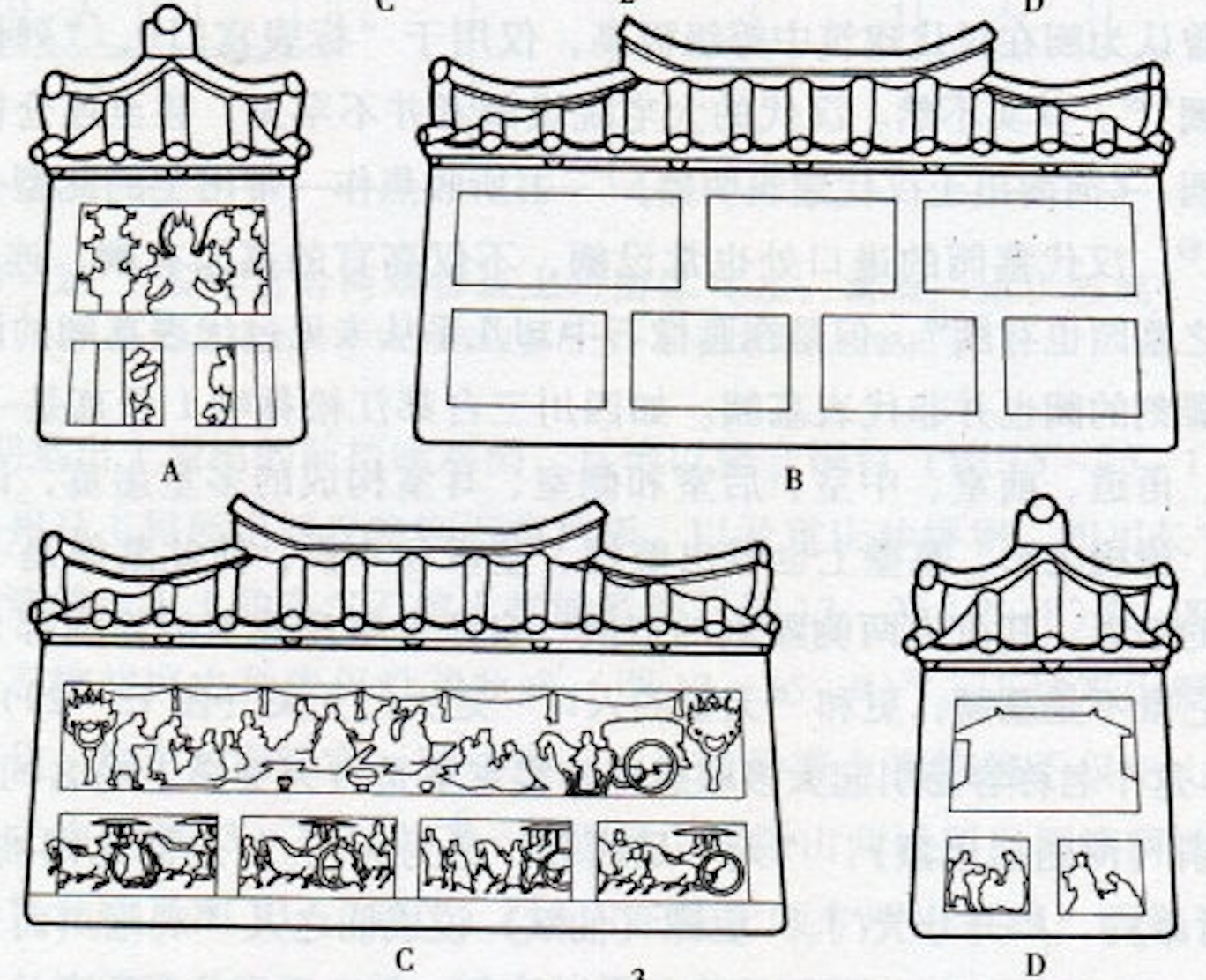
Sarcófago con forma de casa preferido por los sogdianos y los xianbei pero que tiene su origen en Sichuan
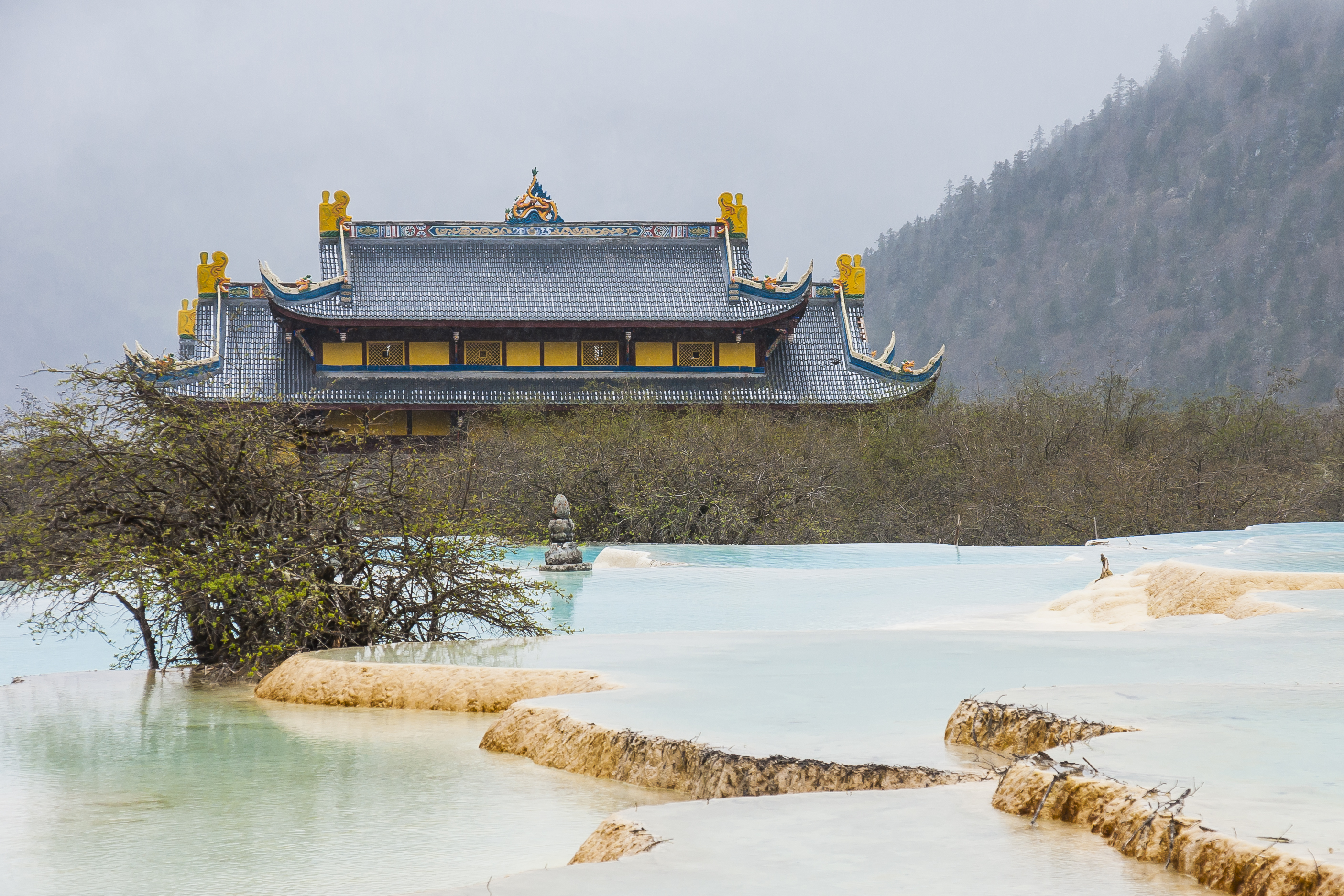
Templo taoísta de Huanglong
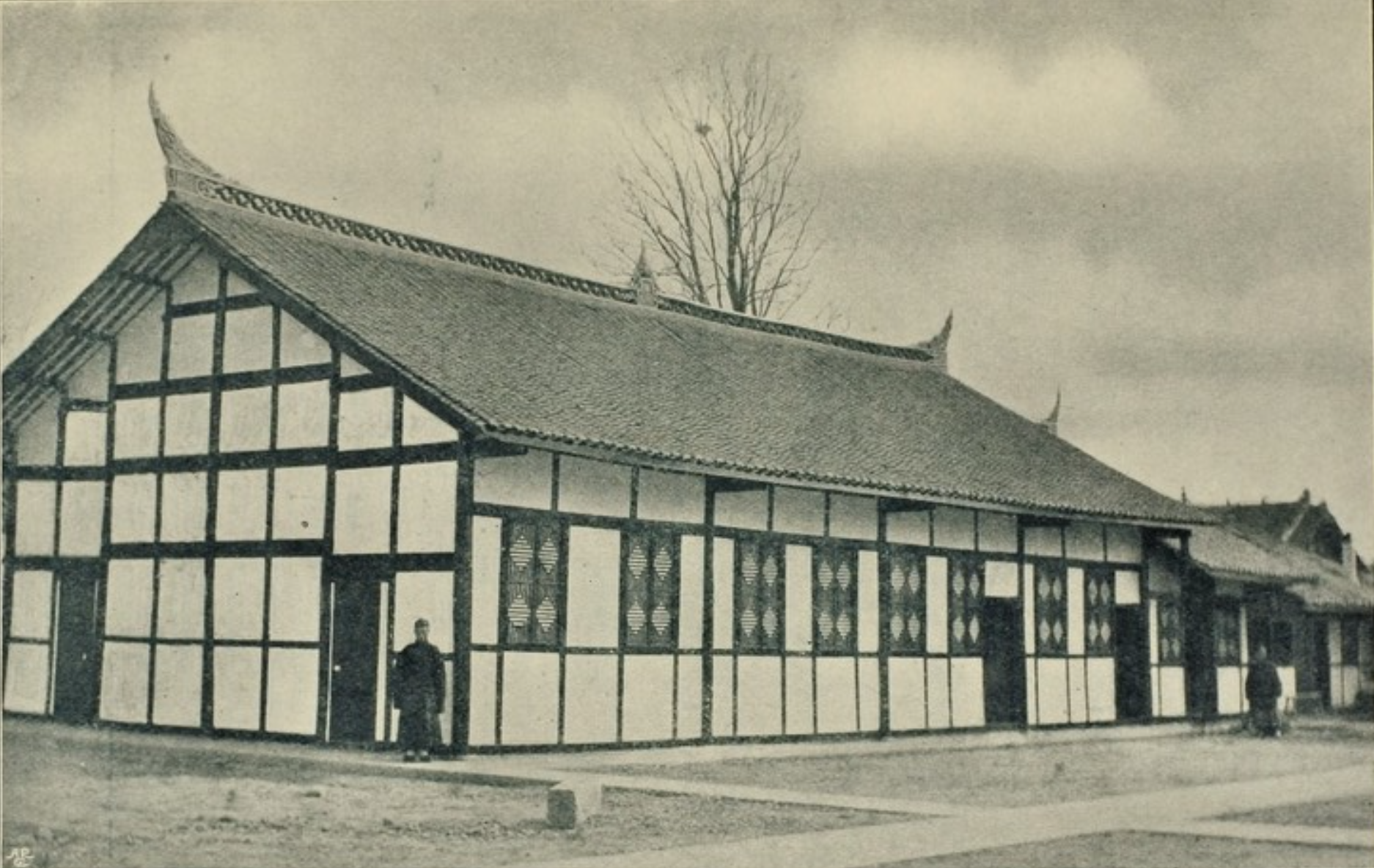
Templo cuáquero de Santai construido al estilo popular de Sichuan occidental